# Maryland City
 (juillet 2025).
Maryland City est une census-designated place située dans le comté d'Anne Arundel, dans l’État du Maryland, aux États-Unis. Lors du recensement de 2020, elle comptait 19 153 habitants.